# Koloman Moser
Koloman Moser (Kolo Moser; ur. 30 marca 1868 w Wiedniu, zm. 18 października 1918 tamże) – austriacki malarz, grafik i projektant.

## Życiorys
Koloman Moser był uczniem Ottona Wagnera. Był jednym z najwybitniejszych reprezentantów Secesji Wiedeńskiej. W 1903 r. wraz z Josefem Hoffmannem utworzył pracownię rzemieślniczą Wiener Werkstätte. W latach 1885–1892 studiował wzornictwo i malarstwo w Akademii Sztuk Pięknych w Wiedniu, następnie w latach 1893–1895 studiował w Kunstegewerbeschule w Wiedniu, do tego uczył rysunku dzieci arcyksięcia Karola Ludwika. Był jednym z założycieli Wiedeńskiej Secesji. Z Josefem Hoffmannem i Fritzem Wärndorferem w 1903 roku stworzył Wiener Werkstätte, gdzie był dyrektorem artystycznym. Projektował tam meble, wyroby ze srebra, innych metali, szkła, biżuterię, tkaniny, oraz materiały graficzne, np. plakaty. Od ok. 1901 roku Moser zrezygnował z abstrakcyjnych i naturalistycznych motywów secesyjnych, i zastąpił je formami geometrycznymi inspirowanymi sztuką egipską i asyryjską.
Poza pracą dla Wiener Werkstätte, Moser projektował winiety książek dla różnych wydawnictw. Między 1904 a 1906 rokiem zaprojektował witraże do kościoła am Steinhof Ottona Wagnera.

## Galeria

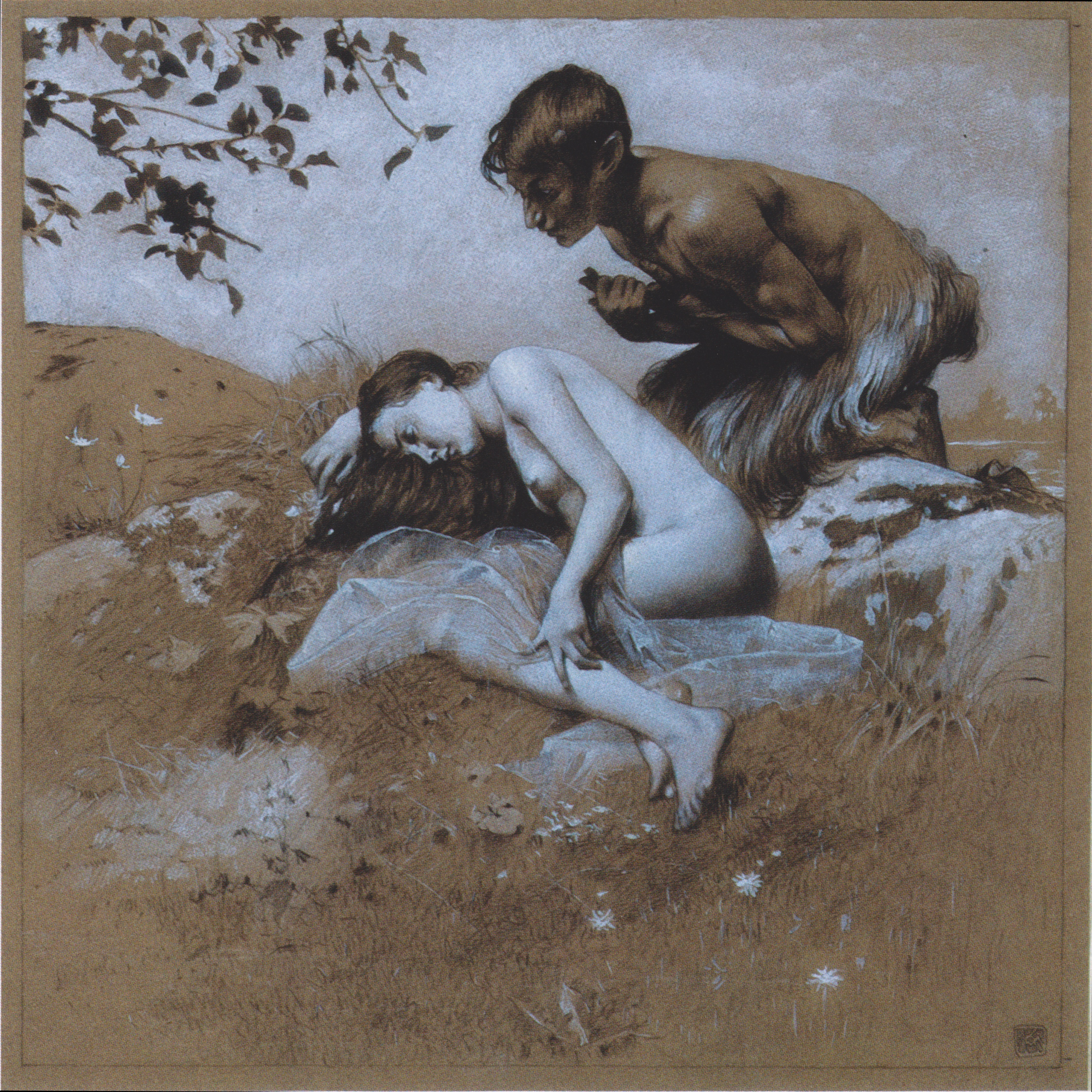
Tusz i gwasz na papierze, około 1895
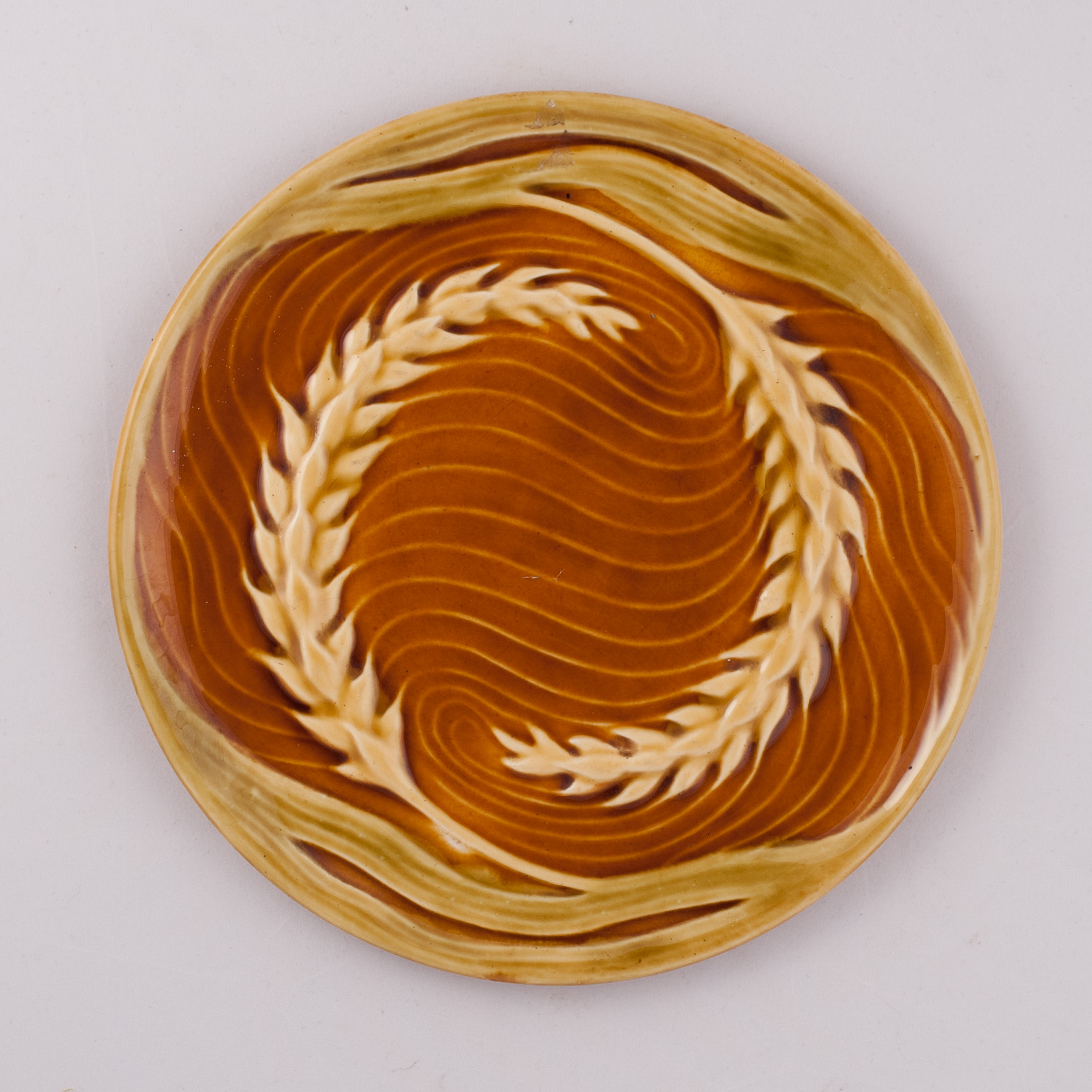
Talerz deserowy, 1900
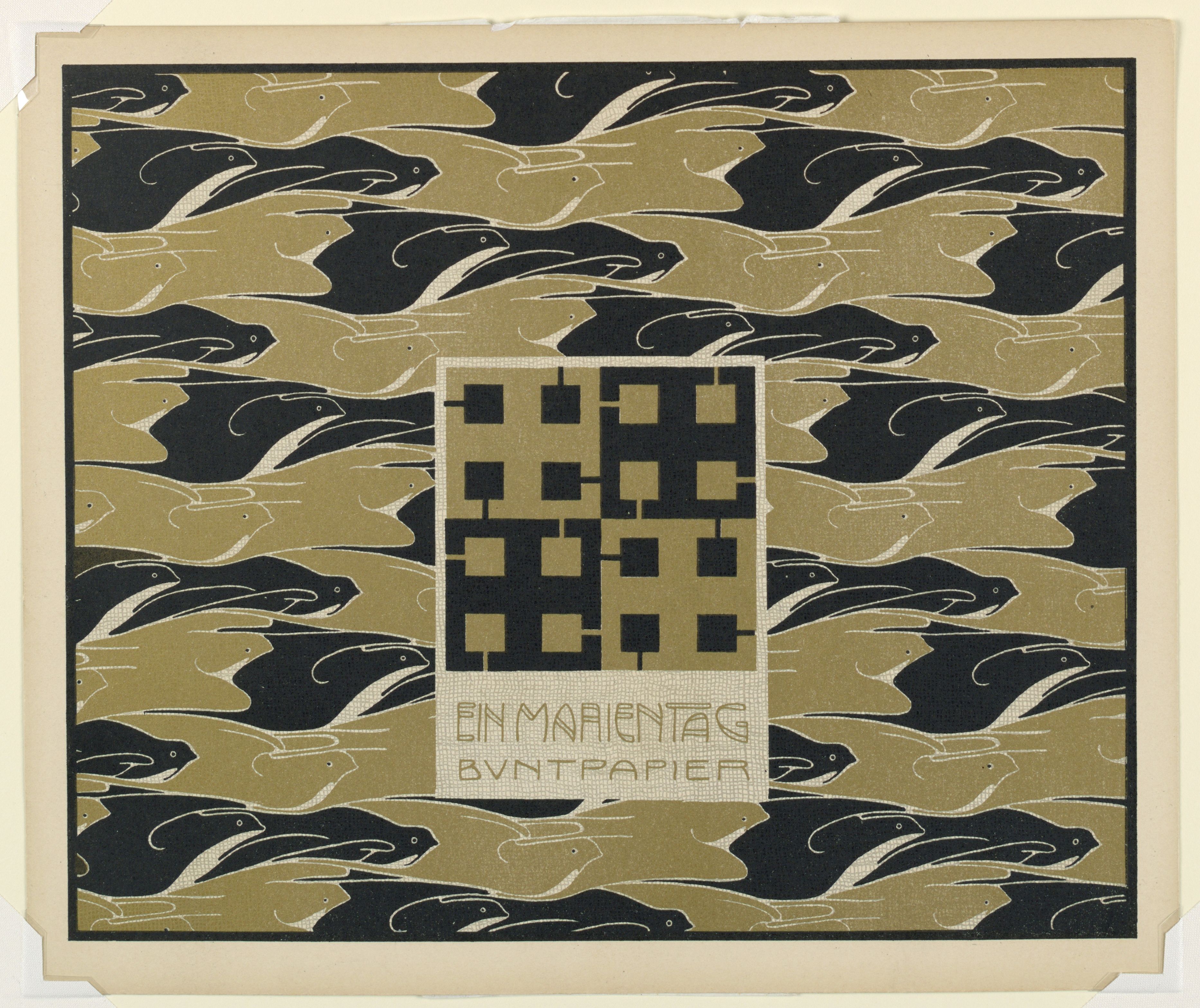
Ornament z Quelle, 1901
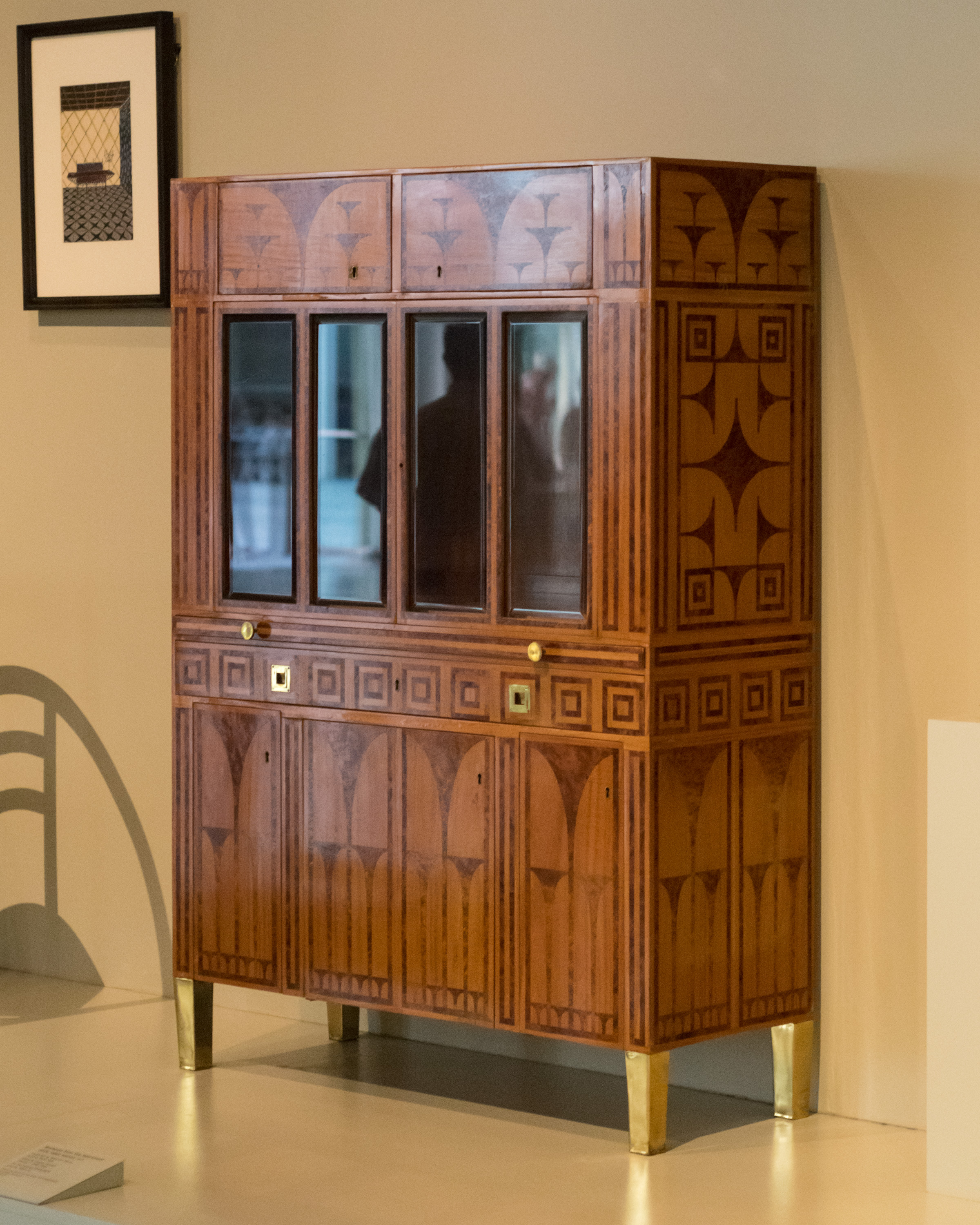
Biblioteczka, 1903 (we współpracy z Casparem Hrazdilem)
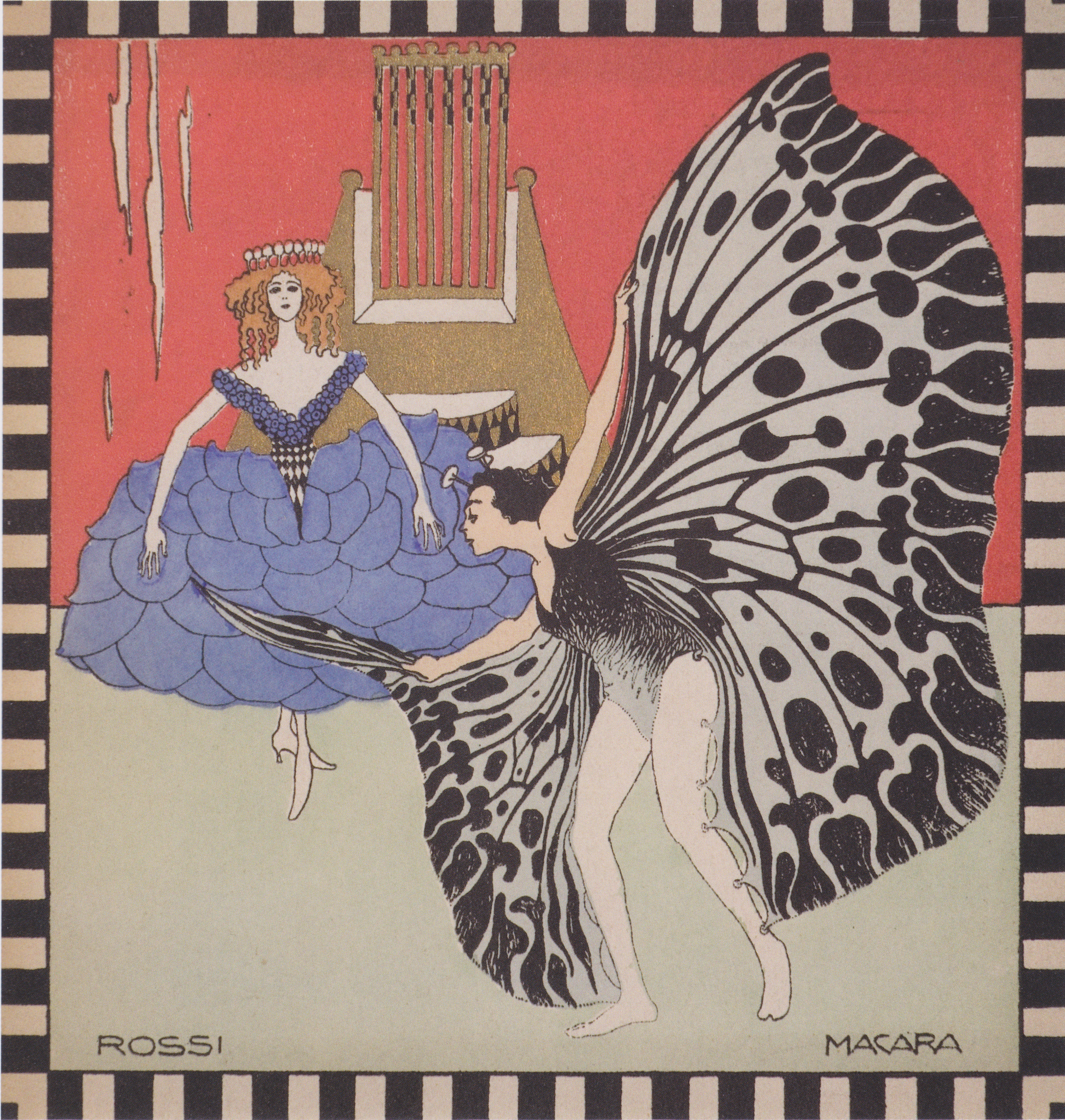
Die Tänzerinnen Elfriede Rossi und Miss Macara in der Tanzpantomime von Julius Bittner „Rose und Falter“, 1909
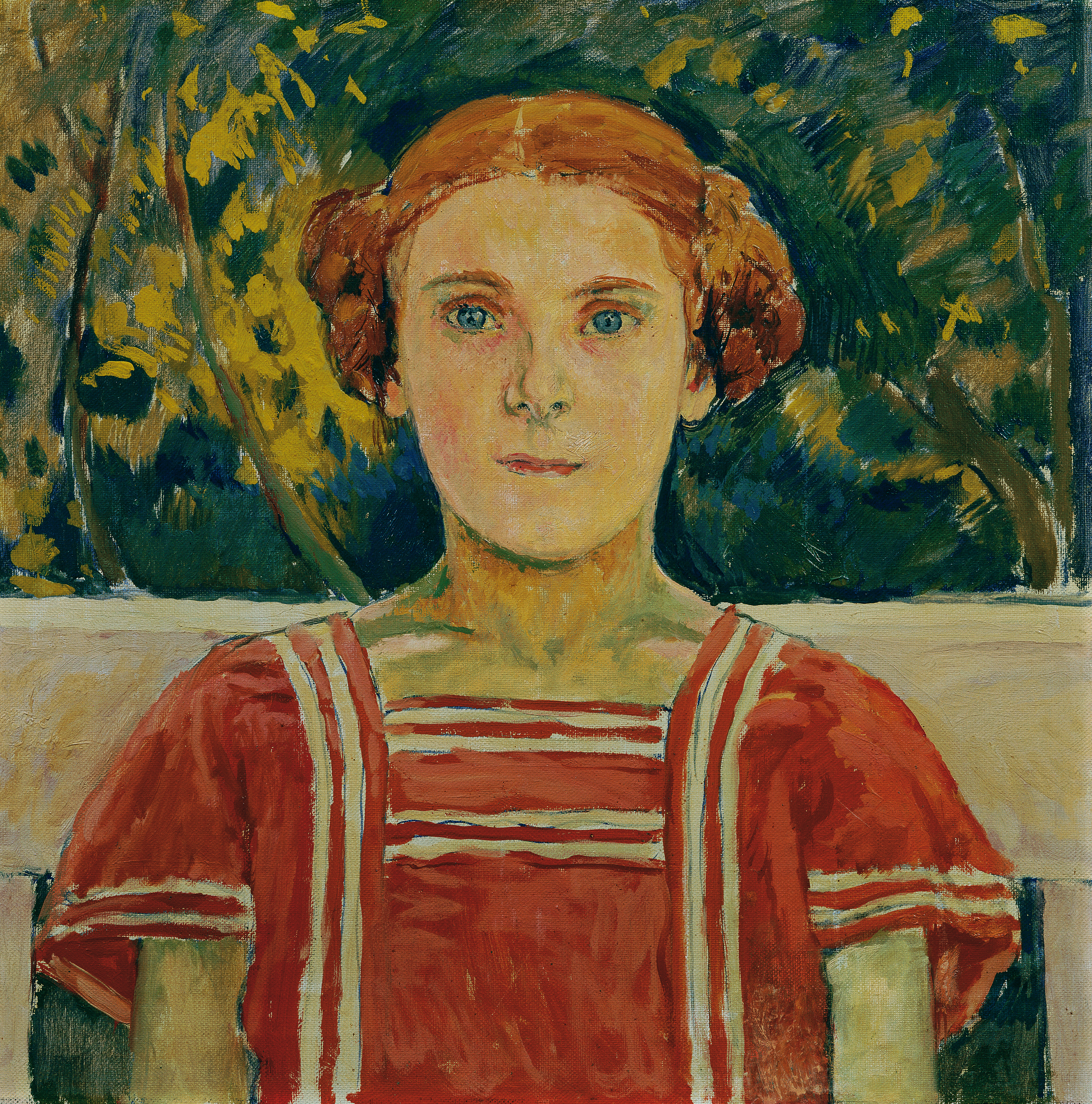
Elisabeth Steindl, Nichte des Künstlers, około 1910
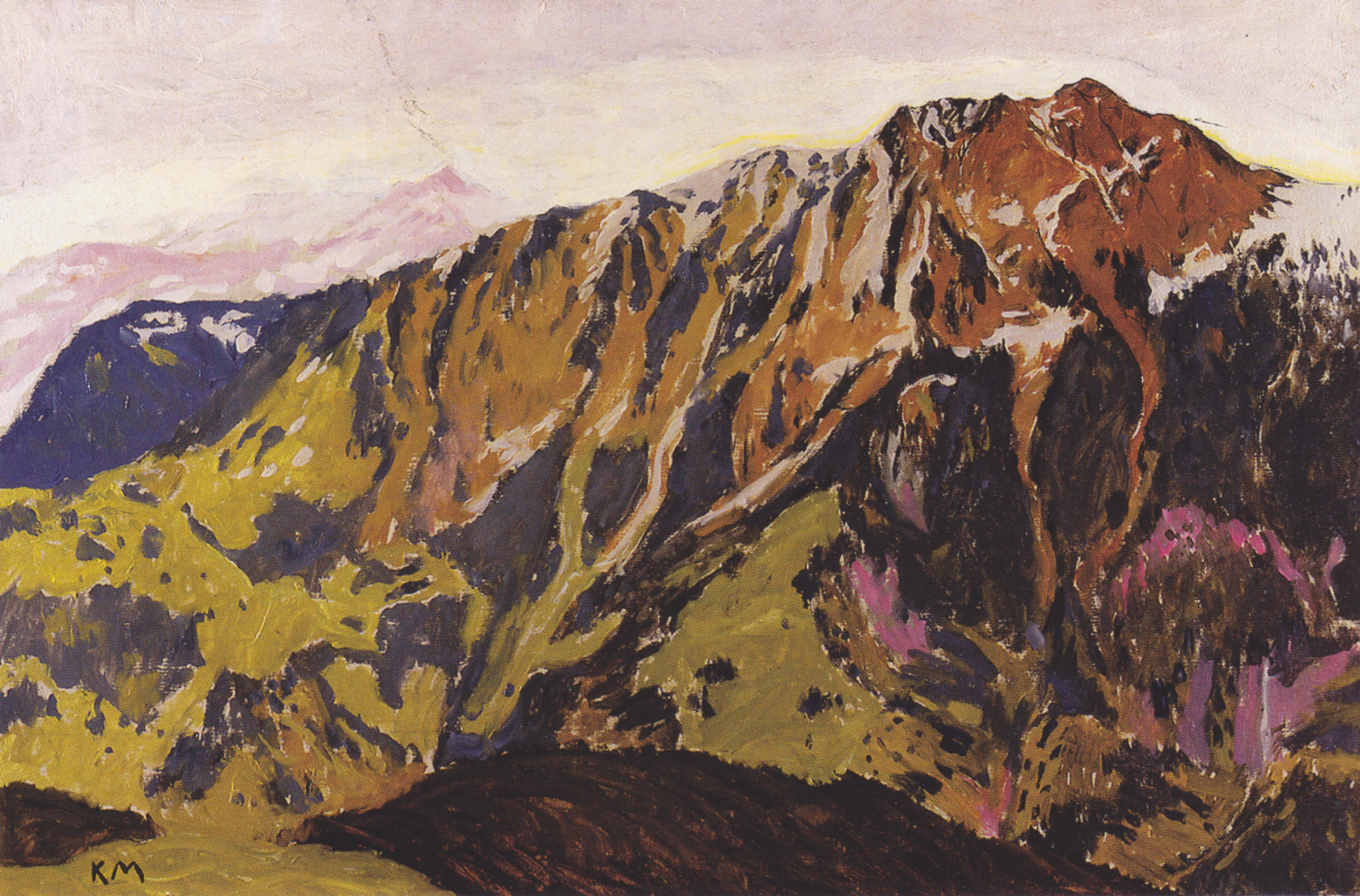
Die Rax, 1913
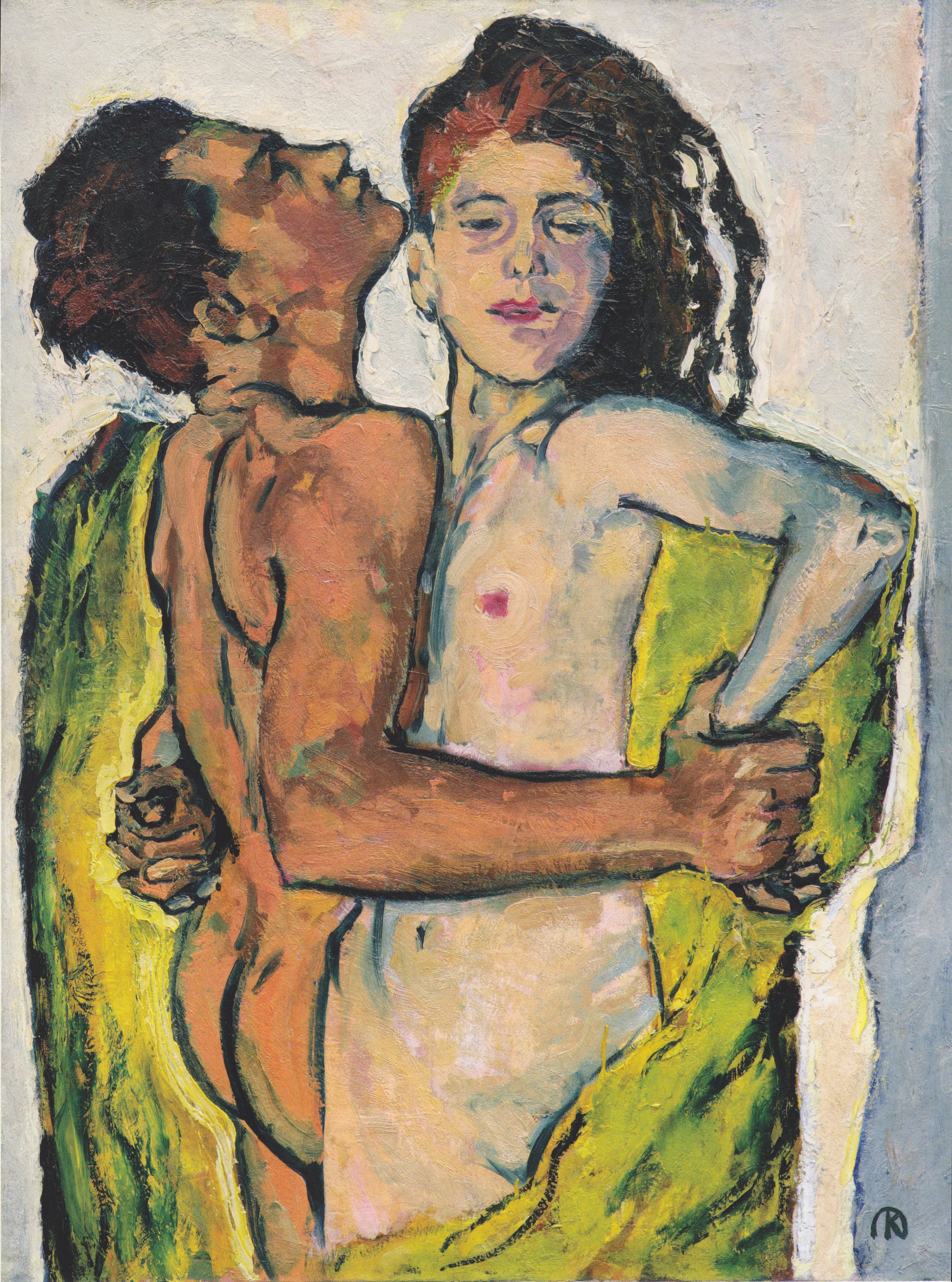
Liebespaar, około 1913
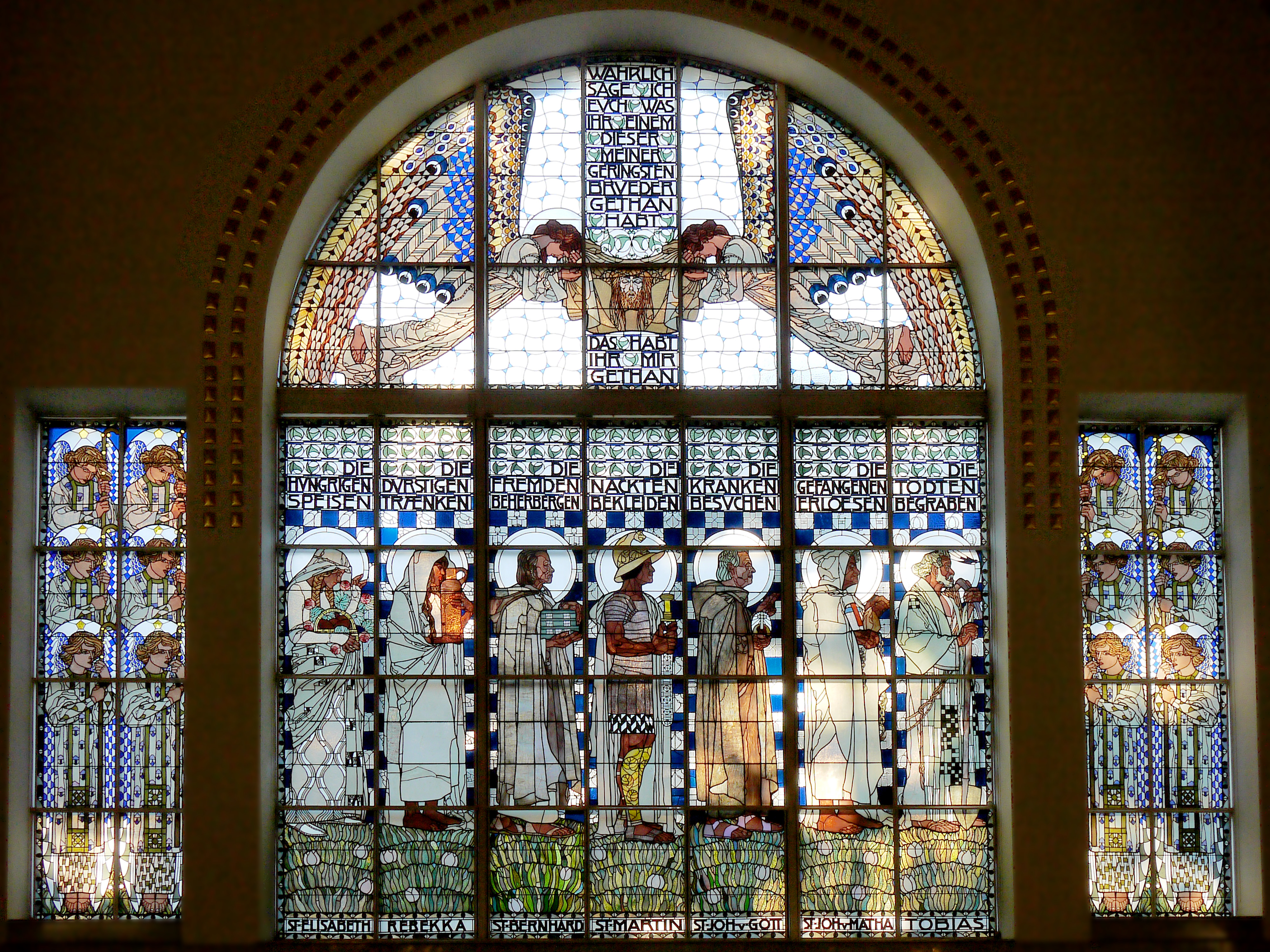
Witraż w kościele am Steinhof w Wiedniu